# Raffaele Cantoni
Raffaele Cantoni (Venezia, 1896 – 1971) è stato un antifascista italiano, ebreo, dirigente della DELASEM prima e durante il periodo dell'occupazione tedesca e quindi nel dopoguerra presidente dell'UCEI.

## Biografia
Socialista, fu tra gli ebrei che parteciparono nel 1919-20 all'impresa di Fiume sotto la guida di Gabriele D'Annunzio.
Restato fedele agli ideali socialisti, assunse un atteggiamento critico nei confronti del regime fascista, venendo anche deferito al Tribunale speciale. Nei primi anni '30 fu a Milano a capo delle attività del Comitato di Assistenza profughi ebrei, per il sostegno dei molti fuggitivi dalle persecuzioni naziste. Nel 1931 fu uno degli imputati nell'ambito della prima sentenza del Tribunale speciale contro il movimento Giustizia e Libertà. Nel 1935 divenne il responsabile nazionale del Comitato di Assistenza profughi ebrei, ma nel settembre 1936 il Ministero dell'Interno ne richiese l'allontanamento, accusandolo di usare la carica per una campagna disfattista contro il regime. Continuò a rimanere l'anima del Comitato anche quando la Presidenza fu data ad altri.
Le leggi razziali del 1938 provocarono un riavvicinamento tra la nuova dirigenza dell'UCEI (Dante Almansi e Lelio Vittorio Valobra) e le componenti ebraiche antifasciste. Cantoni collaborò in prima persona alle attività della neonata DELASEM, l'associazione nazionale per il sostegno ai profughi ebrei, sostenuta ora in prima persona dall'UCEI e presieduta dal Valobra.
Fervente sionista, agli inizi del 1939 Cantoni cercò anche senza successo di convincere l'ambasciatore inglese a Roma ad accettare un piano per l'arruolamento di volontari ebrei nell'esercito alleato, piano che si sarebbe realizzato solo nell'ultimo anno del conflitto con la creazione della Brigata Ebraica.
Con l'entrata in guerra dell'Italia nel giugno 1940, Cantoni fu internato nel campo di internamento di Urbisaglia nelle Marche e liberato dopo la caduta del fascismo, nell'agosto del 1943. Dopo l'armistizio dell'8 settembre 1943 riprese i contatti con la sede centrale genovese della DELASEM e venne impiegato come corriere in Toscana per la distribuzione dei fondi e la creazione di comitati clandestini, entrando in collaborazione, fra gli altri, con don Leto Casini e Giorgio Nissim. 
Tradito da un collaboratore delle SS, Cantoni fu arrestato il 29 novembre 1943 assieme all'intero comitato fiorentino della DELASEM, incluso il rabbino Nathan Cassuto. Deportato con il convoglio per Auschwitz-Birkenau del 6 dicembre, riuscì a fuggire rocambolescamente gettandosi dal treno in corsa nei pressi di Padova. Rientrò a Milano per allertare le comunità del nord delle deportazioni, finché, braccato dalla polizia, a fine dicembre 1943 si rifugiò in Svizzera, da dove continuò a lavorare nella direzione della DELASEM al fianco di Lelio Vittorio Valobra.
Insieme al partigiano Luigi Gorini, rappresentante del Partito Socialista nel CLN, nel 1945 è l'artefice della colonia Sciesopoli (1945-1948) di Selvino (Bergamo) che fu assegnata dal Governo Militare Alleato ai circa 800 bambini ebrei orfani (i cosiddetti Bambini di Selvino), scampati ai campi di sterminio nazisti e alla guerra e raccolti dalla Brigata ebraica..
In una lettera datata del 2 maggio 1945 inviata al cardinale arcivescovo di Milano Alfredo Ildefonso Schuster in nome degli ebrei italiani perseguitati gli esprime "la loro gratitudine più profonda per quanto la Chiesa cattolica ha fatto in loro favore". 
Nel dopoguerra proseguì la sua militanza nel Partito Socialista Italiano e nelle organizzazioni ebraiche milanesi. Nel marzo 1946 fu eletto presidente dell'UCEI impegnandosi nella battaglia per il risarcimento agli ebrei dei danni subiti con le persecuzioni razziali e, con più fortuna, perché la nuova Costituzione italiana sancisse per gli ebrei un quadro chiaro di uguaglianza e di libertà religiosa.
The Central Archives for the History of the Jewish People (CAHJP) a Gerusalemme contengono un fondo di documenti sulla vita di Raffaele Cantoni, raccolto e donato da Sergio Minerbi.
Da 35 anni è attiva in Israele la Fondazione per la Gioventù Ebraica Raffaele Cantoni, la quale offre ogni anno borse di studio a giovani immigrati ebrei che giungono dall'Italia e che intendono iscriversi a Università, Yeshivot, o altri Istituti di Studio Superiori Specializzati.